# Nika Turković
Nika Turković (Zagabria, 7 giugno 1995) è una cantautrice croata.
Ha rappresentato la Croazia al Junior Eurovision Song Contest 2004 con il brano Hej mali.

## Biografia
Nata nella capitale croata, è figlia dell'imprenditore e psicoterapeuta Petar Turković, ex-vicepresidente del Comitato Olimpico Croato dal 2000 al 2002.
Nel 2004, Nika ha partecipato a Dječja Pjesma Eurovizije, l'allora processo di selezione nazionale per il Junior Eurovision Song Contest con il brano Hej mali. Nella serata finale del programma viene proclamata vincitrice, ottenendo il diritto di rappresentare la Croazia al Junior Eurovision Song Contest 2004 a Lillehammer. Alla manifestazione si classifica al terzo posto, donando alla Croazia il secondo podio consecutivo alla manifestazione dopo la vittoria di Dino Jelusić nell'edizione precedente. Nel 2006 ha pubblicato il suo album di debutto Aliens, al cui interno sono presenti anche duetti con artisti del calibro di Tony Cetinski e Oliver Dragojevic.
Dopo alcuni anni di inattività, in cui si è trasferita nel Regno Unito per focalizzarsi sui suoi studi all'Institute of Contemporary Music Performance di Londra, dal 2019 ha ripreso a pubblicare musica in Croazia, pubblicando il singolo U mraku. Durante il periodo di studi ha conosciuto la cantante maltese Sophie Debattista; quando quest'ultima ha gareggiato nella selezione eurovisiva maltese nel 2014, con il brano Let the Sunshine In, la Turković ha partecipato alla selezione come corista.
Nel maggio 2021 ha fatto parte della giuria croata per l'Eurovision Song Contest. A due anni di distanza ha pubblicato il secondo album in studio 11 che ha esordito alla prima posizione della Top Lista.

## Discografia

### Album in studio
- 2006 – Alien
- 2023 – 11

### Singoli
- 2004 – Hej mali
- 2019 – U mraku
- 2020 – Raj
- 2020 – Gledaj me
- 2020 – Boje
- 2021 – Pusti
- 2021 – Tvoj mir
- 2022 – Dok nas nema
- 2022 – Sutra
- 2023 – Ima smisla
- 2023 – Mogu i sama (con Nela)
- 2024 – Tvoja